# Aleksiej Zajcew
Aleksiej Nikołajewicz Zajcew (ros. Алексей Николаевич Зайцев; ur. 17 września 1993) – rosyjski bobsleista.

## Kariera
Pierwszy sukces w karierze Aleksiej Zajcew osiągnął 1 stycznia 2015 roku w La Plagne, kiedy wspólnie z Aleksandrem Kasjanowem, Ilwirem Chuzinem i Aleksiejem Puszkariowem zajął drugie miejsce w zawodach Pucharu Świata w czwórkach. Nieco ponad rok później, 16 stycznia 2016 roku w Park City Rosjanie w tym samym składzie odnieśli zwycięstwo. Jak dotąd nie zdobył medalu mistrzostw świata, zajął za to drugie miejsce w czwórkach na mistrzostwach Europy w La Plagne w 2015 roku. Nie startował także na igrzyskach olimpijskich.